# Autoplusia roxana
Autoplusia roxana är en fjärilsart som beskrevs av Druce 1894. Autoplusia roxana ingår i släktet Autoplusia och familjen nattflyn. Inga underarter finns listade i Catalogue of Life.